# 2006年欺詐罪法令

《2006年欺詐罪法令》（英語：Fraud Act 2006；2006 c. 35）是英國的國會法令之一，實施地區包括英格蘭及威爾斯和蘇格蘭。該法令於2006年11月8日獲得御准，2007年1月15日正式生效。

## 目的
本法令提供了欺詐罪行的法定定義，並將之分為三大類，包括以虛假申述、沒有披露資料或濫用職位作出的欺詐行為，犯罪者如經循簡易程序定罪，其刑罰由罰款至監禁12個月（北愛爾蘭為6個月）不等，如經循公訴程序，其最高刑罰為監禁10年。本法令取代了於《1978年盜竊罪法令》中，關於以欺騙手段取得財產、金錢利益，以及其他犯罪行為的條文，1978年的法令因其複雜性及在法庭上指證困難而備受批評，在本法令生效後，不少舊法令的條文被廢除，惟第3條關於「不付款而離去」的條文則被保留。
- 「以虛假申述作出欺詐」（Fraud by false representation）於法令第2條所定，條文定義了「申述」、何謂「虛假申述」及申述的形式（包括明示或暗示）。
- 「以沒有披露資料作出欺詐」（Fraud by failing to disclose information）於法令第3條所定，適用於任何人不按法律義務的要求，向第三方披露特定資料。
- 「以濫用職位作出欺詐」（Fraud by abuse of position）於法令第4條所定，適用於任何人身居某職位，其職責需保障/不損害另一人的財政利益，而該人刻意地或疏忽地濫用職權。

按照新法令，任何人如不誠實地作出上述三項欺詐行為中的任何一項，而該行為是意圖使自己或另一人獲益，或使他人蒙受損失/承擔蒙受損失的風險，即屬犯欺詐罪。

### 獲益與損失
本法令定義的「獲益」（gain）和「損失」（loss）僅指在金錢或財產（包括無形財產）上的得失，而該得失可以是暫時性或是永久性的。「獲益」是指藉保有己有的，或藉取得未有的金錢或財產而獲益；「損失」是指未有取得可取得的，或失去已有的金錢或財產而引致的損失。
另外，本法令也新增了兩項附屬罪行，包括第6條「管有用於欺詐的物品」（Possession etc. of articles for use in frauds）和第7條「製造或提供用於欺詐的物品」（Making or supplying articles for use in frauds）。

## 不誠實地取得服務
本法令第11條指出，任何人若不誠實地，取得一項需付款的服務，而該人故意或意圖不付款或不交足款項，便構成「不誠實地取得服務」罪行，如經循簡易程序定罪，其刑罰由罰款至監禁12個月（北愛爾蘭為6個月）不等，如經循公訴程序，其最高刑罰為監禁5年。

## 外部連結
- 《2006年欺詐罪法令》條文（页面存档备份，存于） （英文）

1. ↑  The citation of this Act by this short title is authorised by section 16 of this Act.